# Chiromantis xerampelina
Espèce
Synonymes
- Chiromantis umbelluzianus Ferreira, 1921
- Chiromantis microglossus Ahl, 1929

Statut de conservation UICN

 LC  : Préoccupation mineure
Chiromantis xerampelina est une espèce d'amphibiens de la famille des Rhacophoridae.

## Répartition
Cette espèce se rencontre du niveau de la mer jusqu'à 1 000 m d'altitude en Afrique du Sud, en Angola, au Botswana, au Kenya, au Malawi, au Mozambique, en Namibie, au Swaziland, en Tanzanie, en Zambie et au Zimbabwe.

## Description
Chiromantis xerampelina mesure de 43 à 75 mm pour les mâles et de 60 à 90 mm pour les femelles. Son dos varie du brun au gris, parfois blanc, avec ou sans taches sombres.

## Galerie

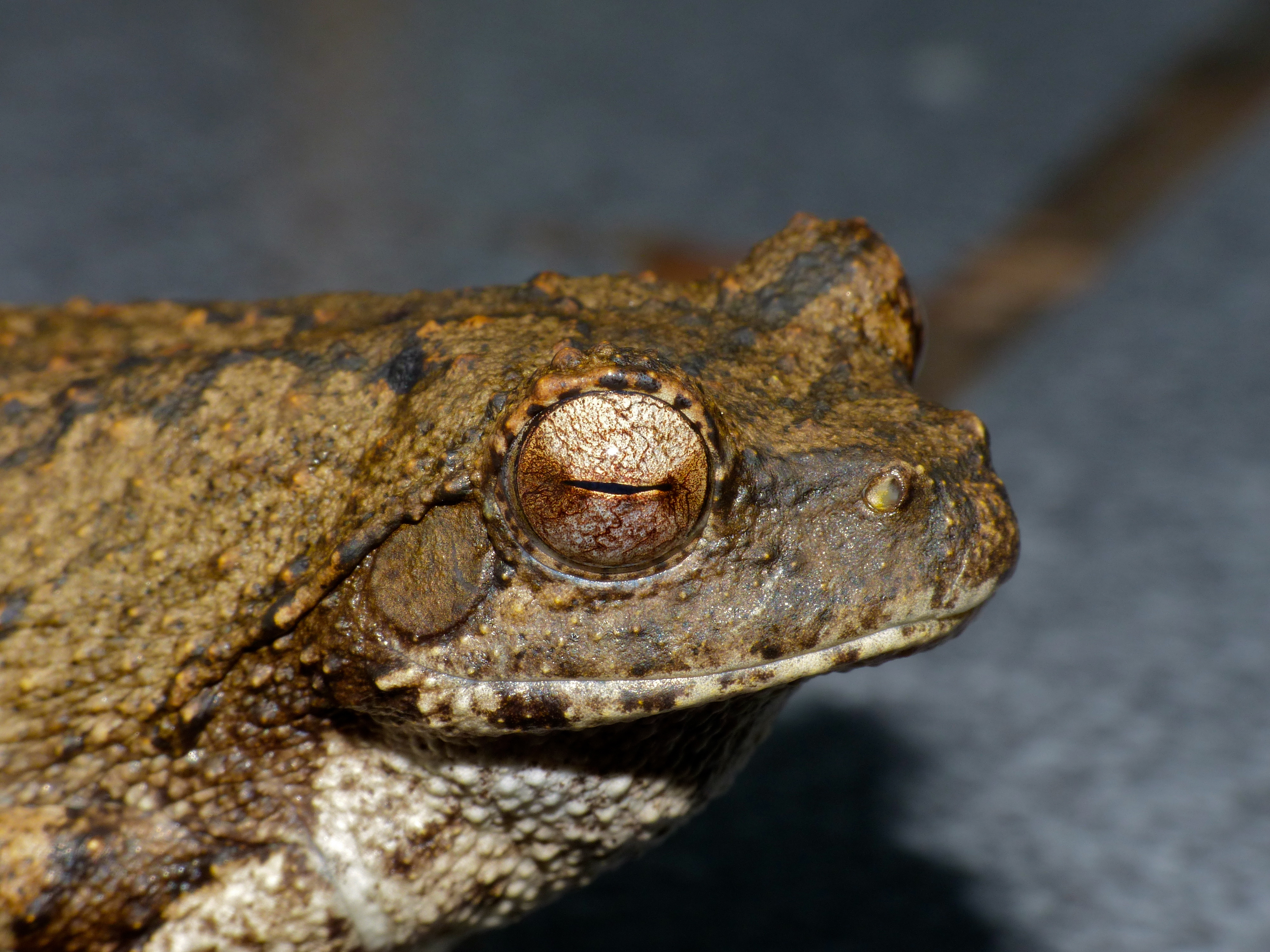
Détail de la tête de Chiromantis xerampelina (Parc national Kruger, Afrique du Sud)
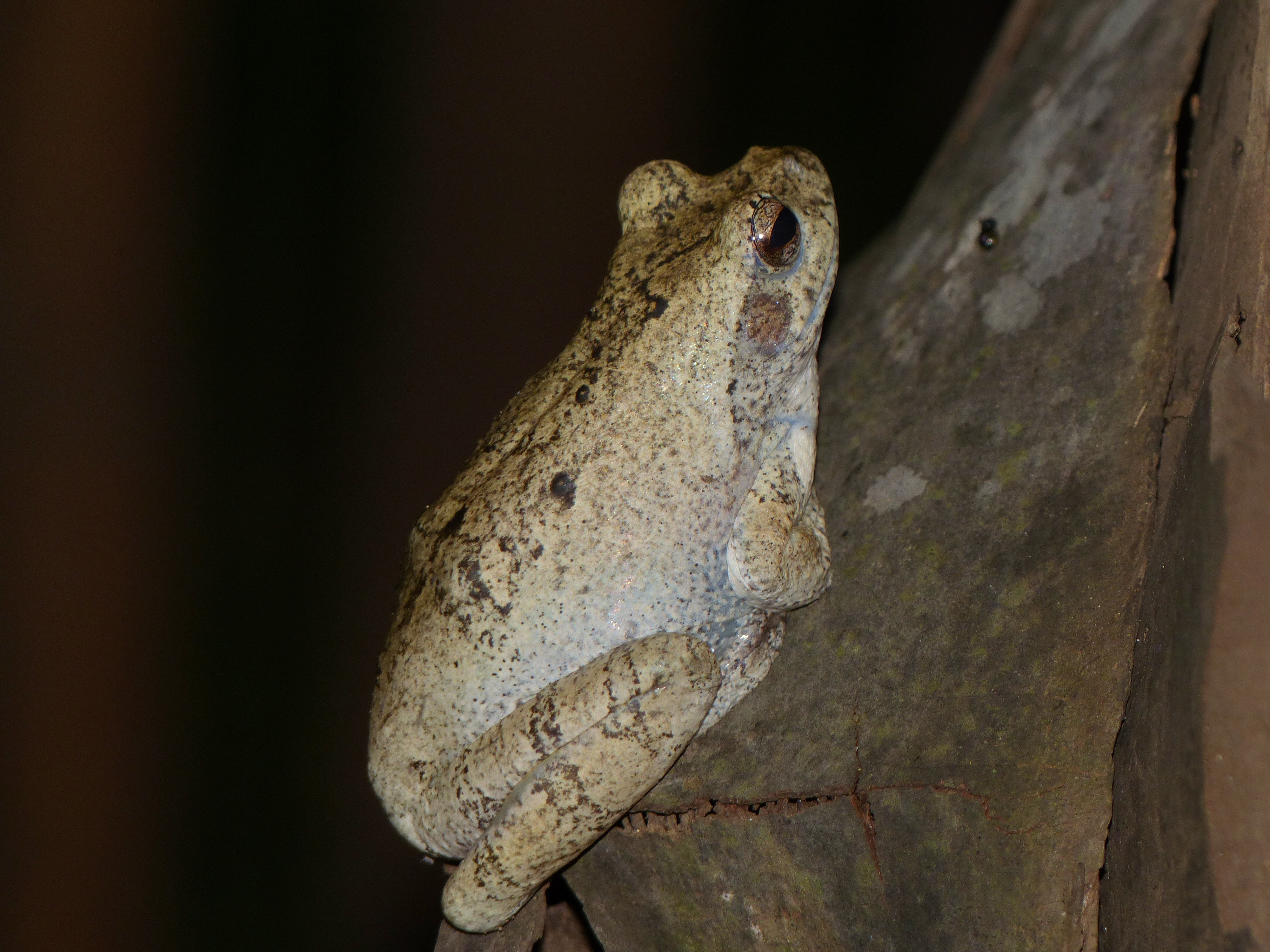
Chiromantis xerampelina (Parc national Kruger, Afrique du Sud)
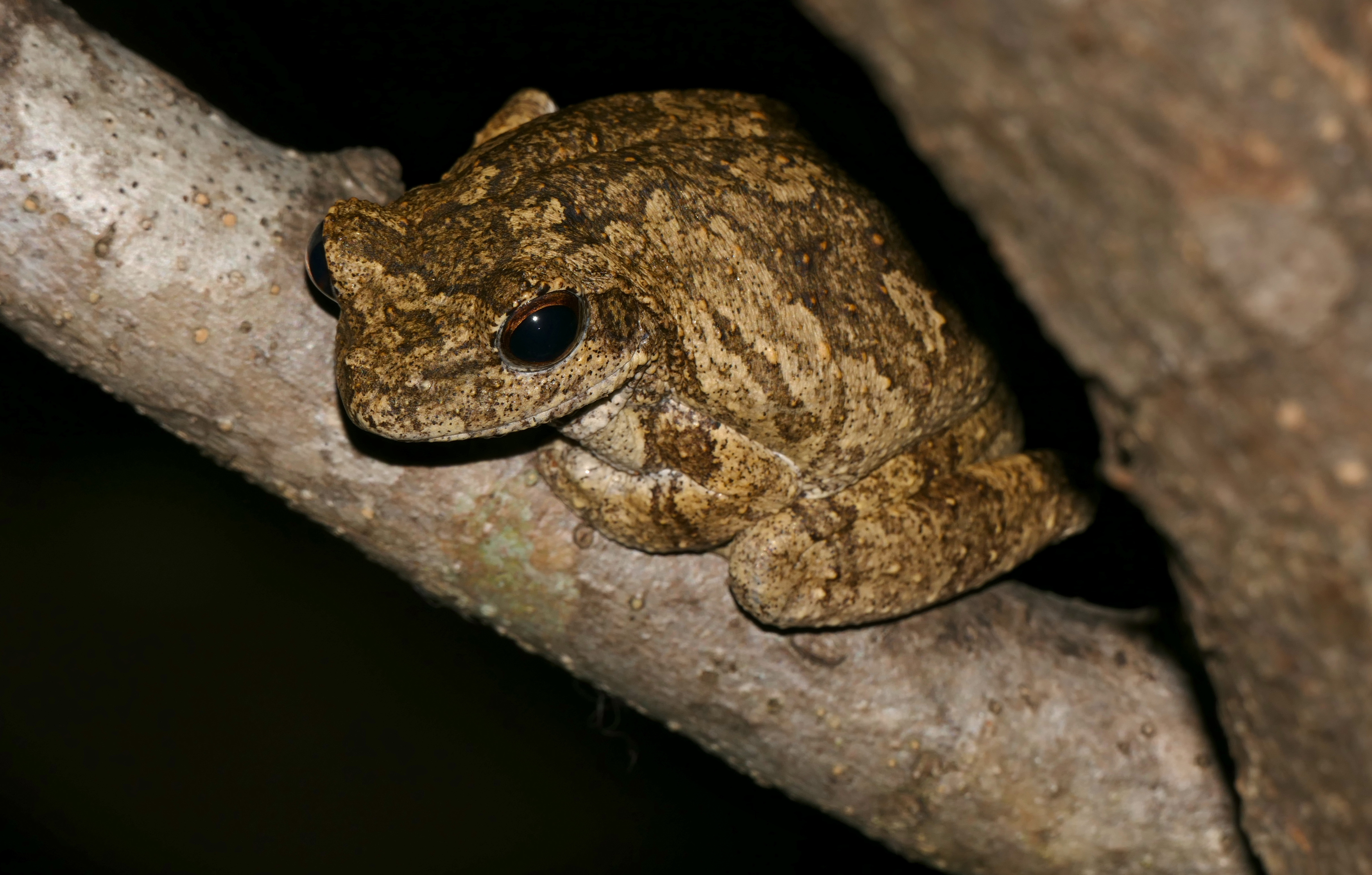
Chiromantis xerampelina (Parc national Kruger, Afrique du Sud)
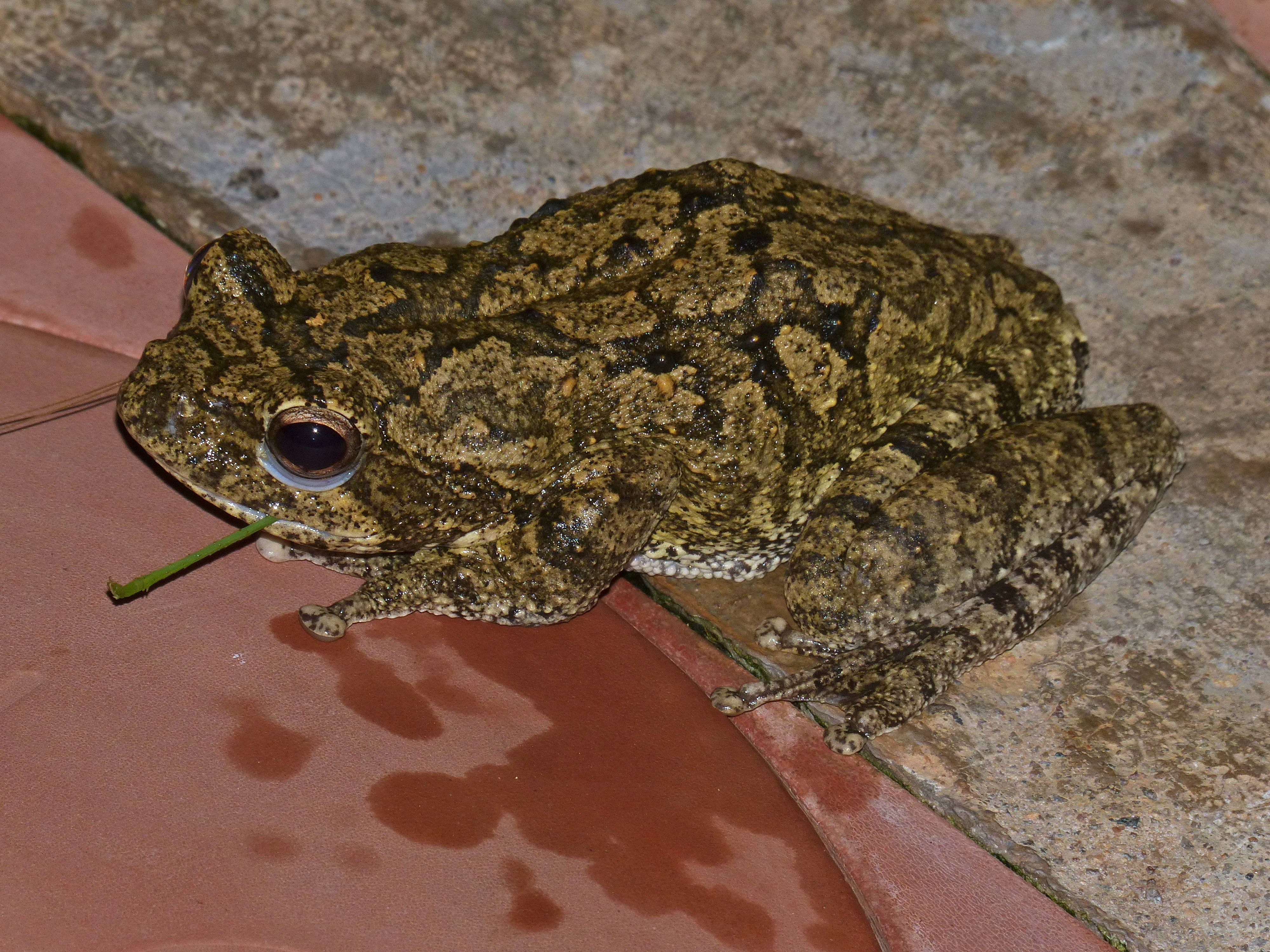
Chiromantis xerampelina (Parc national Kruger, Afrique du Sud)
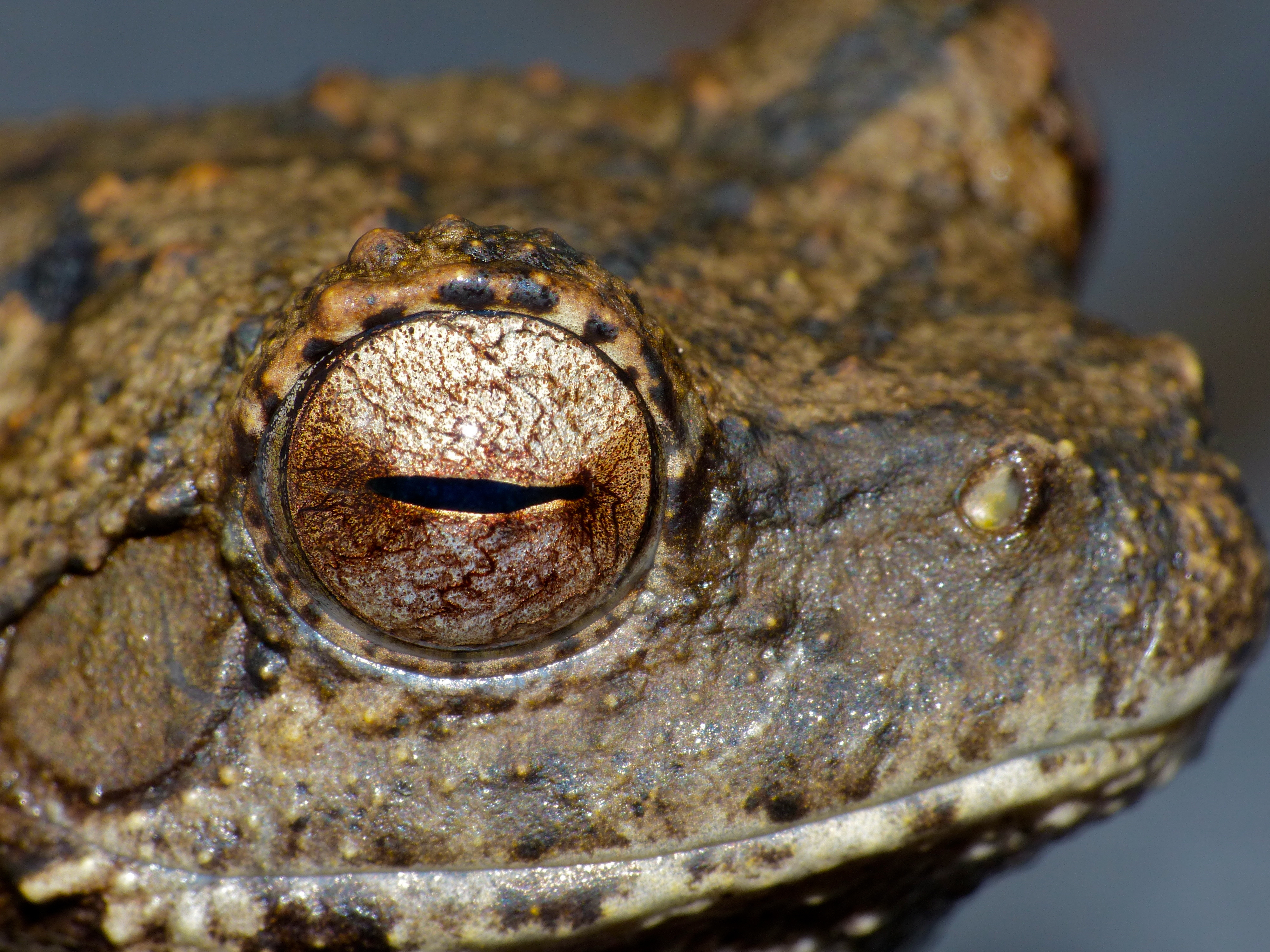
Détail de l’œil de Chiromantis xerampelina (Parc national Kruger, Afrique du Sud)
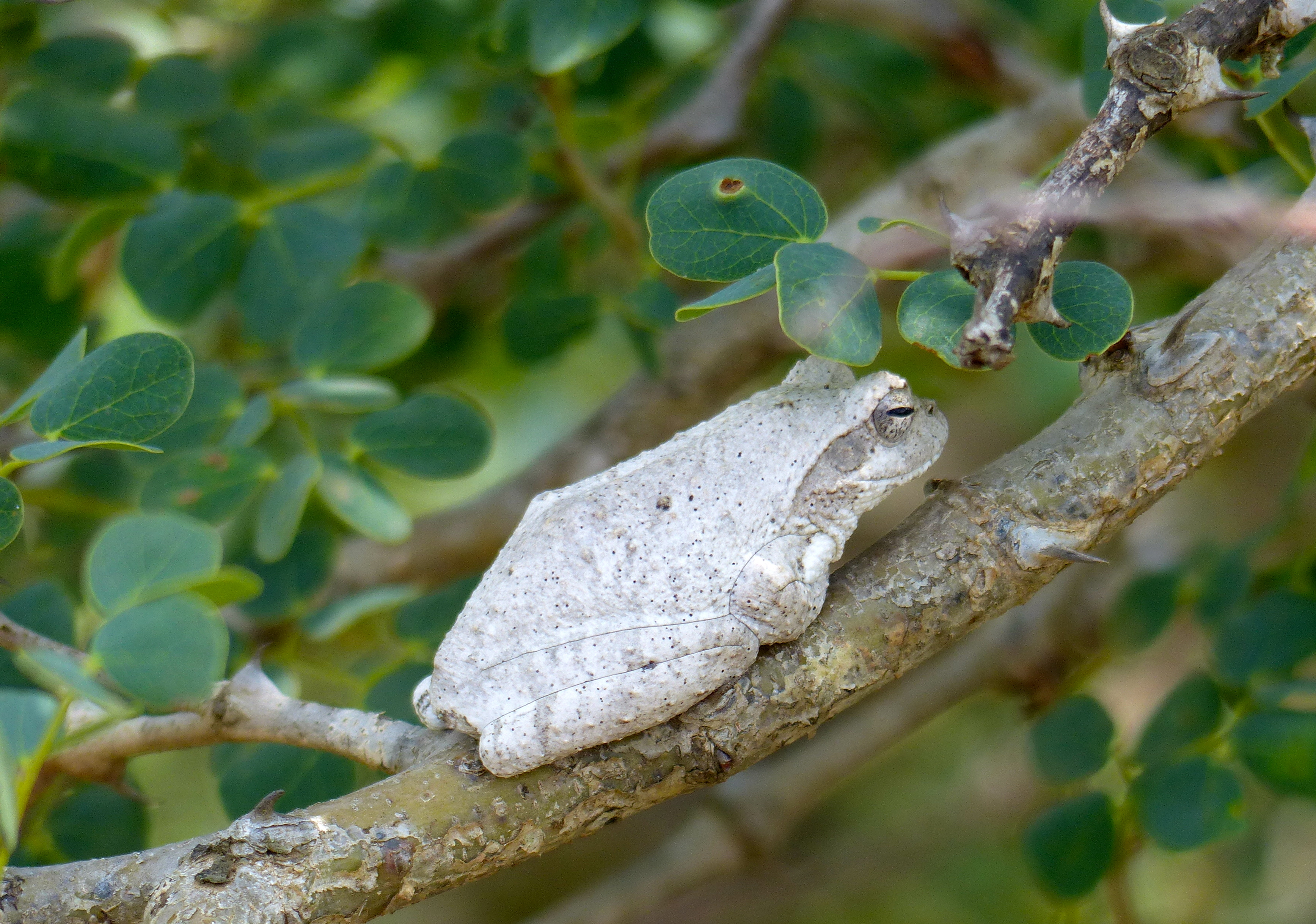
Coloration diurne de Chiromantis xerampelina (Parc national Kruger, Afrique du Sud)
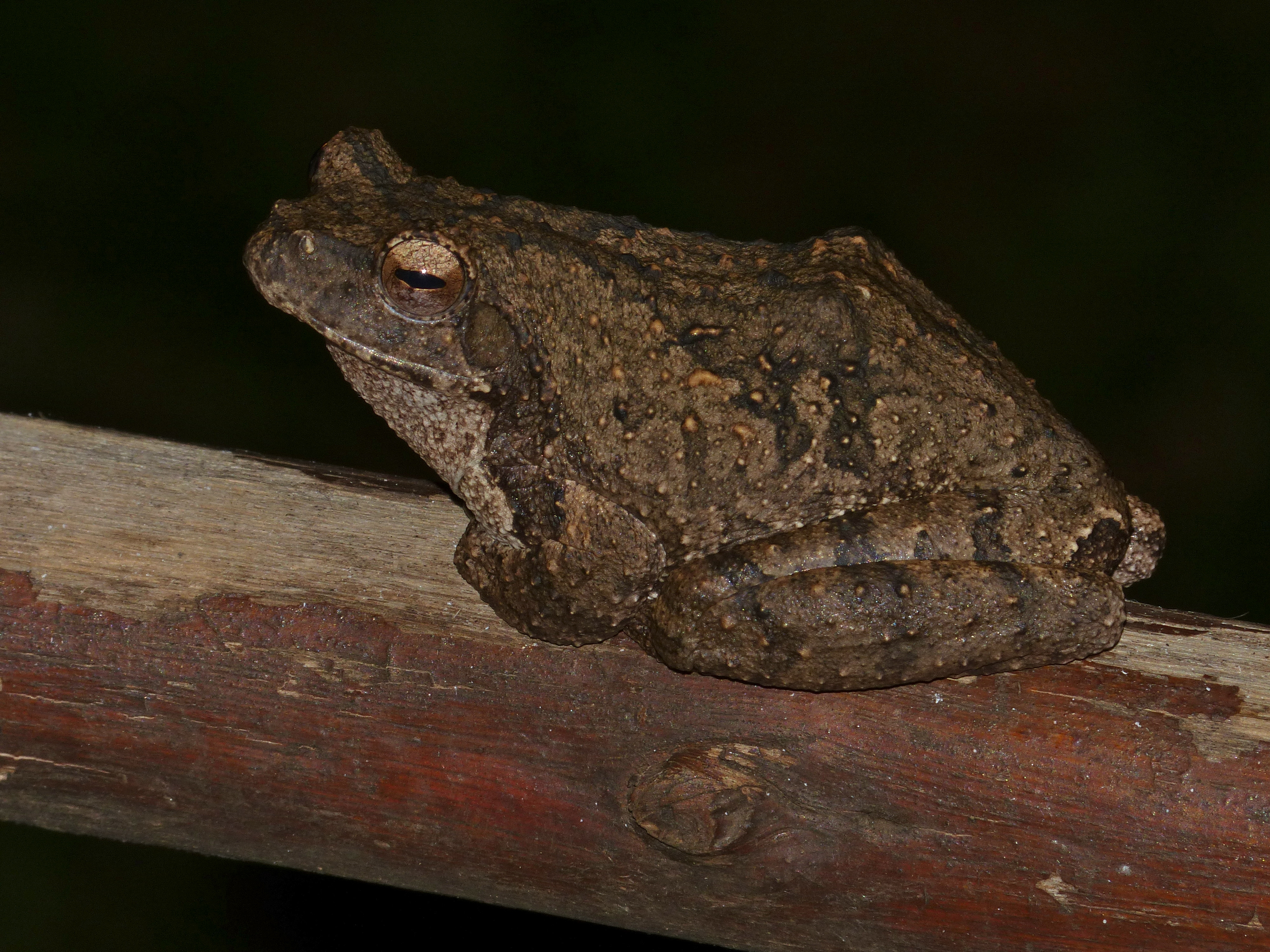
Chiromantis xerampelina (Parc national Kruger, Afrique du Sud)

## Publication originale
- Peters, 1854 : Diagnosen neuer Batrachier, welche zusammen mit der früher (24. Juli und 17. August) gegebenen Übersicht der Schlangen und Eidechsen mitgetheilt werden. Bericht über die zur Bekanntmachung geeigneten Verhandlungen der Königlich preussischen Akademie der Wissenschaften zu Berlin, vol. 1854, p. 614-628 (texte intégral).